# Moreno Torricelli
Pour les articles homonymes, voir Torricelli.
Moreno Torriceli est un footballeur italien né le 23 janvier 1970 à Erba, aujourd'hui reconverti en entraîneur. Il évoluait au poste de défenseur.

## Biographie
Surnommé Cenerentolo ou encore Geppetto, il participe à la Coupe du monde 1998 avec l'équipe d'Italie.
Il remporte la Ligue des champions en 1996 avec la Juventus.

## Carrière de joueur
- 1988-1990 : Oggiono  Italie
- 1990-1992 : US Caratese  Italie
- 1992-1998 : Juventus  Italie
- 1998-2002 : AC Fiorentina  Italie
- 2002-2004 : Espanyol Barcelone  Espagne
- 2004-2005 : AC Arezzo  Italie[2]

## Carrière d'entraîneur
- 2007-2008 : AC Fiorentina  Italie Entraîneur des débutants
- Fèv-Juin 2009 : Pistoiese  Italie
- 2009 - 2010 : AS Figline  Italie

## Palmarès

### En équipe nationale
- 10 sélections et 0 but avec l'équipe d'Italie entre 1996 et 1999

### Avec la Juventus
- Vainqueur de la Ligue des champions en 1996
- Finaliste de la Ligue des Champions en 1997 et 1998
- Vainqueur de la Coupe UEFA en 1993
- Vainqueur de la Supercoupe d'Europe en 1996
- Vainqueur de la Coupe intercontinentale en 1996
- Champion d'Italie en 1995, 1997 et 1998
- Vainqueur de la Coupe d'Italie en 1995
- Vainqueur de la Supercoupe d'Italie en 1995 et 1997